# Jean Roy (écrivain)
Pour les articles homonymes, voir Roy et Jean Roy (homonymie).
L'abbé Jean Roy est un ecclésiastique et un écrivain français, né à Bourges le 9 octobre 1744 et décédé en 1805.

## Biographie
Docteur ès arts de la faculté de Bourges, licencié en droit de la faculté de Paris, avocat au parlement de Paris, il devient chanoine de l'église collégiale de Dun-le-Roi, protonotaire apostolique, historiographe de ses ordres, censeur royal dans la partie théologique, secrétaire ordinaire et historiographe du comte d'Artois. Membre de l'Académie de Rome, de la Société royale de physique, d'histoire naturelle et des arts d'Orléans, de la Société d'émulation et de plusieurs autres académies de province, il publie entre 1784 et 1785 dix numéros du Mentor universel, une publication mensuelle d'éducation.
Lié à Nicolas Edme Restif de La Bretonne, il est associé avec lui, en 1786, dans Le Contradicteur, projet journal littéraire destiné à « relever les bévues de tous les autres, et à venger les gens de lettres de leurs injustices ».
Soupçonné d'être lié à l'affaire Réveillon, il est arrêté le soir du 3 mai 1789, alors qu'il rentre à son domicile, rue d'Enfer-Saint-Michel, et interné au Châtelet, avant d'être libéré le 12 mai.

## Œuvres
- Discours sur l'étude pour un pasteur des âmes, Paris, Gogué et Née de La Rochelle, 1776, 108 pages
- Discours en vers sur la servitude abolie, 1781
- L'Ami des vieillards, présenté au Roi, Paris, Imprimerie de Monsieur, 1784, 2 volumes
- Le Mentor universel, Paris, Théophile Barrais le Jeune, 8 numéros en 4 volumes in-12 (vol. 1 : n° 1, 1784 ; n° 2, 1784 ; n° 3, 1784 ; vol. 2 : n° 4, 1784 ; n° 5, 1784 ; n° 6, 1784 ; vol. 3 : n° 5, 1785 ; n° 6, 1785 ; vol. 4 : n° 7, 1785 ; n° 8, 1785)
- Nouvelle histoire des cardinaux françois, ornée de leurs portraits. Dédiée au Roi. Par M. l'abbé Roy, protonotaire apostolique, Paris, chez l'auteur, tome 1, 1785 ; Paris, Claude Poinçot, tomes 2-3, 1786, tome 4, 1787, tome 5-6, 1788
- Lettre importante de M. l'abbé Roy à M. Bailly, maire de Paris, etc. ; suivie du Serment civique, signé de son sang, Paris, Laurens junior, 1790, 22 pages
- Le crime des suppôts de justice, vers 1790, 8 pages
- La Vérité dévoilée, ou Mémoire d'une victime de l'aristocratie (anonyme), 1790, 26 pages